# Milivoj Ašner
Milivoj Ašner, kallade sig senare för Georg Aschner, född 21 april 1913 i Daruvar, Kroatien, Österrike-Ungern, död 14 juni 2011 i Klagenfurt, Österrike, var en före detta polischef i den Oberoende staten Kroatien som verkställde rasistiska lagar under Kroatiens nazi-allierade Ustaša-regim som mördade hundratusentals serber, judar och romer.

## Biografi
Ašner flydde till Österrike i slutet av andra världskriget 1945 och antog namnet Georg Aschner. År 2005 åtalade Kroatien Ašner för brott mot mänskligheten och krigsförbrytelser i staden Požega under åren 1941–1942. I februari 2006 sade österrikiska tjänstemän inom rättsväsendet att de var nära att fatta beslut om huruvida Ašner skulle gripas. De österrikiska myndigheterna ansåg inledningsvis att han inte kunde överlämnas till myndigheterna i Kroatien för att han var österrikisk medborgare. Emellertid har en undersökning av statens åklagare i provinsen Kärnten, där Ašner bodde, avslöjat att han inte längre hade medborgarskap i Österrike. Han låg kvar på Interpols "Most Wanted"-lista, och anses av Simon Wiesenthal Center som den fjärde mest eftersökta nazisten.
I juni 2008 rapporterade journalister att Ašner – trots att den österrikiska regeringen hävdat att han är vid dålig hälsa – verkade vara vid god hälsa med tanke på sin närvaro vid en EM-fotbollsmatch med Kroatien i Klagenfurt, där han bodde. Detta ledde till förnyade påtryckningar att han skulle utvisas till Kroatien. Men Kärntens guvernör Jörg Haider prisade Ašners familj och sade att Ašner har "levt fredligt bland oss i flera år, och han bör kunna leva ut slutet av sitt liv med oss". Detta ledde till ytterligare kritik, då Efraim Zuroff på Simon Wiesenthal Center sade att Haiders åsikter återspeglade den "politiska atmosfären som finns i Österrike och som i vissa kretsar är mycket välvilligt inställt till misstänkta nazistiska krigsförbrytare". I en intervju, som sändes i Kroatien den 19 juni 2008, sade Ašner att han var inblandad i deportationerna, men vidhöll att de som deporterades inte fördes till dödsläger, som i allmänhet tros, utan till sina hemländer istället. Han sade att hans samvete var rent och att han var villig att ställas inför rätta i Kroatien, men hävdade också att hans hälsa var ett problem. I en undersökning samma vecka beslutades det igen att han var mentalt olämplig för rättegång. Zuroff uttryckte dock misstankar att Ašner låtsades eller överdrev sitt tillstånd.